# Венгржиновский, Сергей Александрович
Сергей Александрович Венгржиновский (7 (19) октября 1844, по другим данным, 1850 — 26 сентября (8 октября) 1913) — этнограф, фольклорист, историк, член Подольского епархиального историко-статистического комитета (церковного историко археологического общества).
Родился в Подольской губернии, Каменецком уезде, в семье священника с. Новое Поречье. Закончил Каменец-Подольскую духовную семинарию (1869), был вольнослушателем историко-филологического факультета Новороссийского университета (Одесса). С 1887 года — служащий акцизного ведомства (до 1903 в Гайсине, в дальнейшем — в селе Могильное (ныне Гайворонского района Кировоградской области). Описывал народные традиции, обычаи, верования, хозяйство и быт. Изучал писанки и вышиванки, фольклор, народную медицину.
Исследовал некоторые проблемы прошлого Украины, религиоведение. Печатался в журналах «Одесский вестник», «Киевская старина», «Подольские епархиальные ведомости» и других изданиях. Среди его работ — «Исторический очерк унии в Брацлавщине» («Труды Комитета для историко-статистического описания Подольской губернии», 1887, вып. 3), «Материалы для истории унии в бывшем Брацлавского воеводстве во второй половине XVIII века» («Труды Подольского епархиального историко-статистического комитета», 1890-91, вып. 5), журнальные статьи «Ещё кое-что о Кармалюке» (1886), «Свадьба Тимоша Хмельницкого» (1887), «Авантюра XVI века» (1893), «Языческий обычай в Брацлавщине „гоныты шуляка“» (1895).
Переписывался с В. Антоновичем, Ф. Лебединцевым, Н. Сумцовым. Посылал Н. Лысенко собранный музыкальный материал, который композитор частично использовал в своих операх. Собственную библиотеку и этногафическую коллекцию передал Каменец-Подольскому древнехранилищу (историческому музею). Переводил с польского языка на русский произведения И. Ролле.
Умер в селе Могильное.